# Liu Ying (football)
Pour les articles homonymes, voir Liu Ying.
Liu Ying est une footballeuse chinoise née le 11 juin 1974.
Avec l'équipe de Chine, elle décroche la médaille d'argent lors du tournoi olympique d'Atlanta 1996, après avoir été battu en finale par les États-Unis 2-1. Trois ans plus tard, lors de la Coupe du monde 1999, la Chine s'incline une nouvelle fois en finale contre les États-Unis aux penaltys (score 0-0, 5-4 tab) ; le tir au but de Liu Ying étant arrêté par la gardienne américaine Briana Scurry.

## Palmarès
- Médaille d'argent aux Jeux olympiques d'Atlanta en 1996[1]